# PTT-kantoor (Rotterdam)
Het voormalige postkantoor van de PTT van Rotterdam is een gebouw aan de Botersloot (ook wel bekend als de Gedempte Botersloot) in de Nederlandse stad Rotterdam. 
Nadat een gedeelte van het originele kantoor gemaakt in de dertiger jaren bij het bombardement op 14 mei 1940 was verwoest, waren werkzaamheden begonnen om een uitbreiding te creëren in het verlengde van de Botersloot. In de jaren tachtig kwam wederom een uitbreiding in de vorm van een betonnen toren, die in de jaren nul weer werd gesloopt. Constructie begon in 1945 en na zes jaar werd het in 1951 in gebruik genomen.

## Geschiedenis

### De gebouwen voor de oorlog
Voordat het nieuwe gebouw werd gebruikt voor de activiteiten van de PTT, werden meerdere andere gebruikt door de Gemeentelijke Telefoondienst van Rotterdam.
De Nederlandsche Bell-Telephoon Maatschappij exploiteerde al vanaf 1 oktober 1881 de telefooninrichting van de gemeente. Op 3 september 1895 besloot de Gemeenteraad van Rotterdam om de concessie die in 1896 zou eindigen, niet te verlengen. Als respons hierop nam de gemeente de exploitatie van het belverkeer zelf op zich en spendeerde de gemeenteraad een bedrag van 650.000 gulden aan de oprichting van een geheel nieuw gemeentebedrijf. Zo werd de Gemeentelijke Telefoondienst geboren.
De eerste telefooncentrale werd op 1 oktober 1896 op de bovenverdieping van de Vleeschhal gevestigd aan de Gedempte Botersloot. Door de kamers te verbouwen en boven het gedeelte van de hal, dat niet opgetrokken was, twee verdiepingen te plaatsen, kreeg men onder andere de beschikking over een zaal waarin de schakeltafels konden worden geplaatst. Deze tafels konden wel 8100 abonnees bedienen volgens een lokaal batterijsysteem. De eerste directeur van de maatschappij was F.W. Hudig, de voormalige administrateur van de afdeling Rotterdam van de Nederlandsche Bell-Telephoon Maatschappij.
Nadat over de jaren het telefoonverkeer rap toenam, was de noodzaak ontstaan om uit te breiden. In de zomer van 1905 besloot de Rotterdamse Gemeenteraad om een rij panden die aan de noordzijde van de Vleeshal lagen aan te kopen, en in de zitting van 15 maart 1906 werd het bouwplan voor deze uitbreiding geaccepteerd. Hierin werd benadrukt dat de mooie voorgevel van de hal aan de Boterslootzijde gespaard moest worden, en dat het nieuwe gedeelte in harmonie met deze gevel ontworpen zou moeten worden. Ook stelde E.J. Kist - de opvolger van de eerdere directeur Hudig - voor om het gebouw volgens de meest moderne inzichten opnieuw in te richten. De uitbreiding voor de Gemeentelijke Telefoondienst werd op 8 mei 1906 aanbesteed, en hierbij werd ervoor gekozen om de begane grond van de oude Vleeshal te behouden, terwijl die aan de Botersteeg voor een klein gedeelte opnieuw werd gebouwd en aan beide kanten werd afgesloten door grote, draaibare hekken. In 1907 werd de verbouwing volledig afgerond. Ook werd na een aantal dienstreizen naar onder meer Londen, Warschau, Moskou en Stockholm in 1905 of 1906 een contract afgesloten met het Zweedse bedrijf Ericsson voor de levering van een nieuw centraal batterijsysteem dat een capaciteit van 18.000 nummers aankon, ingericht volgens het zogenaamde verdelingssysteem van de Zweedse ingenieur Avèn.
Toen in 1927 de Vleeshal was verplaatst naar het Abattoir, werd de vrijgekomen ruimte volledig ingericht en benut voor magazijnen en werkplaatsen voor de Telefoondienst. Ook werd datzelfde jaar een automatische centrale in het gebouw aan de Botersloot in gebruik genomen.
De crisisjaren van de jaren dertig raakten iedereen, en de Gemeentelijke Telefoondienst was hierop geen uitzondering: die zag het aantal aansluitingen dalen in de laatste kwartalen van 1931 tot en met 1934. Gelukkig maakte de exploitatie van het draadomroepnet in de gemeente Rotterdam, die in 1931 begon, het nog enigszins goed. In de Kralingerhout werd een ontvangstation opgesteld en de ontvanger naar het gebouw van de Botersloot geleid, waar dan de samenstelling en controle plaatsvond. Het geluid werd vervolgens op telefoonsterkte over telefoonkabels naar de abonnees geleid en ter plekke versterkt. Ondanks de crisis besloot de Telefoondienst in 1930 wederom uit te breiden en werd er een nieuw noordelijk gedeelte aan de Gedempte Botersloot gebouwd. Ten slotte werd in 1932 besloten om het zuidelijke voorgedeelte en tevens oudere pand van 1906 te slopen om een beter aansluitend, alhoewel lager gelegen, bijgebouw te bouwen dat beter aansloot op het pand ernaast. Beide panden waren opvallend; ze weken af van de overige huizen en gebouwen in de straat omdat ze in de Nieuwe Bouwen stijl waren ontworpen en omdat er tussen de twee gebouwen een klein gedeelte uitstak. Dit was tevens waar de klok was gelegen. Dit gebouw huisvestte de Gemeentelijke Telefoondienst – evenals tijdelijk de Dienst der Stadsontwikkeling – voor de volgende acht jaar.
Over de uitbreiding en sloop van het originele gebouw van 1906 vermeldde het Rotterdamsch Nieuwsblad van 14 augustus 1930 het volgende: "Het heeft heel lang geduurd en verschillende plannen zijn in de portefeuille gegaan alvorens men tot bouwen besloot, doch thans zal ons gemeentelijk telefoonbedrijf toch eindelijk een betere en ruimere huisvesting krijgen, want gisteren werden -zooals gemeld- verbouwing en vergrooting aanbesteed. Tegelijk zal dan de bestaande gevel die nog was geïnspireerd op de kwasi-renaissance van de voormalige vleeschhal, waarboven het kantoor het eerst werd gevestigd, worden afgebroken en vervangen door één, die architectonisch beter aansluit bij den gevel van het nieuwe gedeelte, al zal dit hooger worden dan het oude stuk. Het geheele kantoorfront zal dan 56.50 M. lengte hebben en uiterlijk dus meer in overeenstemming zijn met de omvang welke het gemeentelijk telefoonbedrijf inmiddels heeft gekregen."

### Het gebouw tijdens de oorlog
Toen Rotterdam op 14 mei 1940 gebombardeerd was, werd een groot gedeelte van de Gedempte Botersloot verwoest. Het pand van de Gemeentelijke Telefoondienst had meer geluk en werd gedeeltelijk gespaard: alleen de zuidelijke uitbreiding die in 1932 werd gebouwd was volledig verwoest. Hierdoor was de districtencentrale getroffen en buiten dienst gesteld. Dit was gedurende de oorlogsjaren een grote belemmering voor het bedrijf, dat hier tot lang na de oorlog nog last van zou houden. Een paar weken na het bombardement nam de Gemeentelijke Telefoondienst in alle haast de lokale centrale in Rotterdam-Zuid, die nog niet geheel werd gebruikt, in dienst. Hierdoor kon een aantal abonnees die op Zuid woonden, maar waren aangesloten op de centrale bij de Botersloot, geholpen worden. De abonnees die woonachtig waren in het centrum van de stad werden – voor zover hun huis het bombardement had doorstaan – aangesloten op de centrales in de Korenaarstraat of Vlaggemanstraat, of moesten wachten op de creatie van een noodcentrale.
In september van 1940 werd de Gemeentelijke Telefoondienst van Rotterdam (en ook die van Amsterdam en Den Haag) op last van de Duitse bezetter, zonder naleving van de originele concessievoorwaarden, door de landelijke PTT genaast oftewel opgekocht of genationaliseerd.
Eind 1940 kon de directie van de nu voormalige Rotterdamse Telefoondienst weer in het kantoor aan de Botersloot haar werkzaamheden uitvoeren, nadat het gebouw gedeeltelijk was hersteld. Op 1 april 1941 werd een noodcentrale in dienst genomen. Op 11 oktober werd deze centrale vervangen door een automatische centrale voor 5000 nummers, samengesteld uit materiaal dat afkomstig was van de nu verwoeste centrale.
In 1942 was het ontwerp van gemeentearchitect J.R.A. Koops voor de uitbreiding van het toekomstige PTT-kantoor gereed. Dit gebouw sloot aan bij de destijds traditionalistische ideeën over architectuur en stedenbouw die de eerste stadsbouwmeester en wederopbouwplanontwikkelaar Willem Gerrit Witteveen en met name zijn supervisor Ad van der Steur - die een zwaar stempel op de architectuur drukte - hadden. Hoewel de nieuwe uitbreiding een betonskelet als basis heeft, wordt die gedomineerd door grote bakstenen vlakken met herhalende vensters en een zadeldak - in lijn met de architectonisch Traditionalistische geest waarin sommige gebouwen in het nieuwe centrum zijn gebouwd. In januari van 1943 volgde een tweede deel van de noodcentrale, die uit 4500 nummers bestond. Vanwege de algehele bouwstop die op 1 juli 1942 door de bezetter was afgekondigd, duurde het nog drie jaar voor het project ook echt uitgevoerd kon worden.

### Het gebouw na de oorlog
De eerste paal voor het nieuwe kantorencomplex werd op 21 december 1945 geslagen, slechts enkele maanden na het einde van de Tweede Wereldoorlog. Het bestaande gebouw werd uitgebreid met een kantoorgedeelte van vier verdiepingen. Parallel aan dit gebouw werd een nieuwe automatenhal gebouwd. Hierdoor ontstond tussen beide gebouwen een binnenplaats. Dit automatengebouw was volledig gebaseerd op de maatvoering van de voor de telefonie benodigde automaten van destijds. Op 4 december 1951 werd het nieuwe bijgebouw van de PTT officieel geopend. Vanwege een materiaalschaarste had de bouw langer geduurd dan was gepland. Hoewel het gebouw ontworpen was door een gemeentearchitect, werd het zeker vanwege de beeldende kunst al gauw als PTT-gebouw gezien. Bij de nieuwe voorgevel werd een vensterversiering met erop de Romeinse God van de handel Mercurius op een vis en twee stenen afgebeeld: de één met een vis (een symbool voor het voortbrengsel van het water) en de ander een tak met appels (een symbool voor het voortbrengsel van het land) Lager, net boven de ingang, zit een brede strook van beeldhouwwerk. Deze bevatten de letters van de PTT en een symbolische voorstelling van de rol die het bedrijf in de wereld speelde.
Over de opening en inwerkingstelling van het nieuwe telefoongebouw had het blad Rotterdam Bouwt in de maand april van 1951 of 1952 het volgende te melden: "P.T.T. te Rotterdam beschikt thans weer over een goed geoutilleerd bedrijf. Bij de opzet van de plannen, die werden ontworpen en uitgevoerd door de dienst van gemeentewerken onder leiding van ir. J.R.A. Koops, werd volledig rekening gehouden met de door het bedrijf gestelde eisen, waarbij gestreefd werd de aansluitingen van het nieuwe gedeelte met het bestaande zo organisch mogelijk tot stand te brengen."
In 1981 werd besloten tot nog een uitbreiding van het complex in de vorm van een betonnen kantoortoren. Deze toren, ook wel bekend in de volksmond als de PTT toren en later de KPN toren, was ontworpen door Kraaijvanger Architecten, had 14 verdiepingen en was in totaal 57.64 meter hoog. De toren was gebouwd in Brutalistische stijl en verschilde erg van de originele uitbreiding die was gebouwd eind jaren 40. De toren lag tussen drie straten in: De Binnenrotte, de Hoogstraat en de Botersloot.
In 14 maart 2000 werd besloten tot de sloop van het originele, vooroorlogse gedeelte van het PTT complex. De sloop was niet onomstreden: er was tegenstand van omwonenden en ook de raadscommissie Ruimtelijke Ordening en Grondzaken van Rotterdam heeft voor het besluit met 'pijn in het hart' gekozen. Hoewel er werd gekeken naar het toekennen van de status van gemeentelijk monument aan het pand, bleken de kosten voor behoud ongeveer vijftien miljoen Gulden duurder dan sloop. De sloop gebeurde in het kader van een grootschalige vernieuwingsoperatie die destijds in het Laurenskwartier plaatsvond.
In 2005 werd besloten om de KPN toren, na 25 jaar, te slopen en te vervangen door een 70 meter hoge woontoren met daarin 120 appartementen en ongeveer 3000 m² ruimte op de begane grond voor winkels en horeca. Ook de bijbouw die tegen het PTT-kantoor zat, zou worden gesloopt. Sinds de KPN in 2000 naar de Toren op Zuid was verhuisd, stond het gebouw al een aantal jaar leeg. Het oorspronkelijke plan van de toenmalige eigenaar - de gemeente Rotterdam - was om de toren alleen te strippen en van een nieuwe gevel te voorzien. Echter, nadat was gebleken dat het gebouw meerdere gebreken had (het gebouw was te bombastisch, de gevels te zwaar, herontwikkeling was te ingewikkeld en de kosten waren te hoog) werd toch gekozen voor sloop. Ook de malaise op de kantorenmarkt speelde destijds een rol bij die keuze. Alleen de paalfundering zou nog grotendeels worden hergebruikt. Tijdens de werkzaamheden zou de Botersloot versmald worden tot een rijbaan van 4.5 meter breed tussen de Vogelenzang en de Hoogstraat, en zou er eenrichtingsverkeer ingesteld worden met als rijrichting Vogelenzang - Hoogstraat, om het verkeer veilig door te laten stromen. Gelijktijdig zou ook de Hoogstraat tussen de Botersloot en de Mariniersweg permanent een eenrichtingsweg worden, met als rijrichting Botersloot - Mariniersweg. De Hoogstraat zou volledig afgesloten worden voor al het verkeer tussen Botersloot en Binnenrotte. De officiële start van de sloopwerkzaamheden was op woensdag 1 maart 2006 om 07:00 uur; de sloop zou 6 maanden duren, alhoewel er vanaf 3 augustus 2005 al kleine materiaalwerkzaamheden werden uitgevoerd.
Op de onofficiële datum van 3 augustus 2005 begonnen de eerste materiaalwerkzaamheden. In deze week werd toestemming verleend om 2000 m² systeemplafonds te verwijderen. Hiermee verkregen de arbeiders genoeg materiaal voor toekomstige geluidswering voor de VOC Zeemagazijn in Delfshaven. Op 13 maart 2006 meldt het Algemeen Dagblad dat de sloopmachines "links en rechts delen uit de 51 meter hoge grauwbetonnen kolos die recht tegenover de centrale bibliotheek staat knabbelen" en dat "dit echter de opmaat is naar het moment voor als de zware machines worden ingezet." Op 28 april 2006 meldt het AD dat er "bewust is gekozen voor een voorzichtige ontmanteling van boven naar beneden. Demontage met een veel snellere methode – instorting of 'implodatie' met behulp van explosieven – had volgens de bij de afbraak betrokken onderneming extreme gevolgen gehad voor de directe omgeving." Het stuk gaat verder en vermeldt dat bij een snelle manier van sloop via explosie de bodem rondom het gebouw omhoog was gekomen, inclusief de gebouwen rondom en dat dit forse schade had kunnen veroorzaken. Ook moet er nog rekening worden gehouden met andere risico's, zoals de kans op trillingen en overlast van stof, brokken puin en transporten. Op 8 mei 2006 meldt RTV Rijnmond dat een 22-jarige man uit Lekkerkerk gewond was geraakt bij een arbeidsongeval. Hij maakte een val van meer dan tien meter bij werkzaamheden aan de toren. Hij werd door een kraan naar de bovenste verdieping gehesen, maar tijdens het uitstappen ging er iets mis en viel de man naar beneden. Hij kwam drie verdiepingen lager terecht en liep hierdoor onder meer rugletsel op. Personeel van een traumahelikopter heeft eerste hulp verleend en de gewonde man daarna naar het Erasmus MC gebracht. De arbeidsinspectie zou het ongeluk onderzoeken. Op 25 juli 2006 was twee derde van het gebouw al gesloopt en een paar weken later was het gebouw volledig verdwenen. Al in 2006 was begonnen aan de constructie van de nieuwe woontoren, De Statendam van Hans Kollhoff, op de plek waar de voormalige KPN-toren stond en in 2009 was deze volledig opgeleverd. Het gebouw was geïnspireerd door het, in zijn ogen, enige waardevolle stukje stadscentrum: het PTT-kantoor, de Spaarbank Rotterdam en de voormalige gemeentebibliotheek.
In 2004 was op de plek waar het originele, vooroorlogse gebouw van de PTT stond, begonnen met de bouw van een nieuwbouwproject geleid door Rapp + Rapp. De nieuwbouw – opgeleverd in 2009 – huisvest de gemeentelijke dienst Werk en Inkomen van de stad. Bij deze verbouwing is de oorspronkelijke hoofdingang van het PTT-complex verwijderd. De karakteristieke boogjes uit de Librijesteeg werden verplaatst naar de andere kant van het gebouw. Ze zijn op de al bestaande boogjes van het uitbreidingsgebouw geplaatst en dienen nu als decoratie van de parkeergarage. In het gerestaureerde deel aan de Botersloot bevinden zich nu kantoren. De begane grond is geschikt gemaakt voor detailhandel en kinderboekenwinkel De Kleine Kapitein heeft zijn intrede genomen in dit deel van het gebouw, evenals Woningcorporatie SOR. De andere kant stond echter nog steeds leeg sinds de PTT was opgehouden te bestaan. In 2007 stond het leegstaande gebouw niet meer geregistreerd en had het niet langer een adres.
In 2017 is besloten om het nog lege gedeelte van het voormalige PTT-kantoor aan de Binnenrotte te transformeren tot een combinatie van wonen en horeca. Het ontwerp komt van Jeroen Schipper Architecten en in maart van dat jaar is gestart met de herontwikkeling door aannemer Bik Bouw. In juni 2017 werd een voorlopig ontwerp gemaakt, dat in oktober 2018 een definitief ontwerp is geworden. In het gebouw komt horeca op de begane grond, 20 appartementen op de eerste tot en met de vierde etage en de marktgevel wordt veranderd om er buitenruimtes van te maken. De onderste twee verdiepingen zullen worden voorzien van Franse balkons terwijl op de derde verdieping een doorlopend balkon zal worden aangebracht. De appartementen op de hoge dakverdieping zullen inpandige loggia's krijgen. Een deel van de ongebruikte kelder zal worden omgebouwd tot bergingen voor de woningen, evenals overige ondersteunende ruimtes.
In april van 2019 is het woongebouw opgeleverd. Het totale huidige gebouw was circa 4000 m² BVO, het programma van de verbouwing is circa 3.200 m². Het pand heeft een nieuwe entree gekregen en de raamopeningen in de plint zijn naar beneden toe vergroot. Op twee plekken is een grotere opening gemaakt voor de entrees en op de eerste verdieping is de gevel in zijn geheel intact gelaten. Op de eerste tot de derde verdieping zijn op een paar plekken balkons toegevoegd. Het dak is verder voorzien van 18 zonnepanelen in de vormgeving van een vlakke pan, zodat hiermee de zonnepanelen zo netjes mogelijk mee worden ingepast. De zijgevel is op een paar plekken geopend in dezelfde architectonische stijl als de gevel aan de zijde van de Binnenrotte. Het gebouw wordt ook verwarmd en gekoeld door middel van elektrische warmtepompen. In totaal heeft de gehele verbouwing, inclusief installaties, €3.670.000 gekost exclusief BTW. Op de begane grond is nu biefstukrestaurant Loetje gevestigd.
In 2019 werd het project van de restauratie genomineerd voor de tiende Rotterdamse Architectuurprijs, die het uiteindelijk won.

Fotogalerij
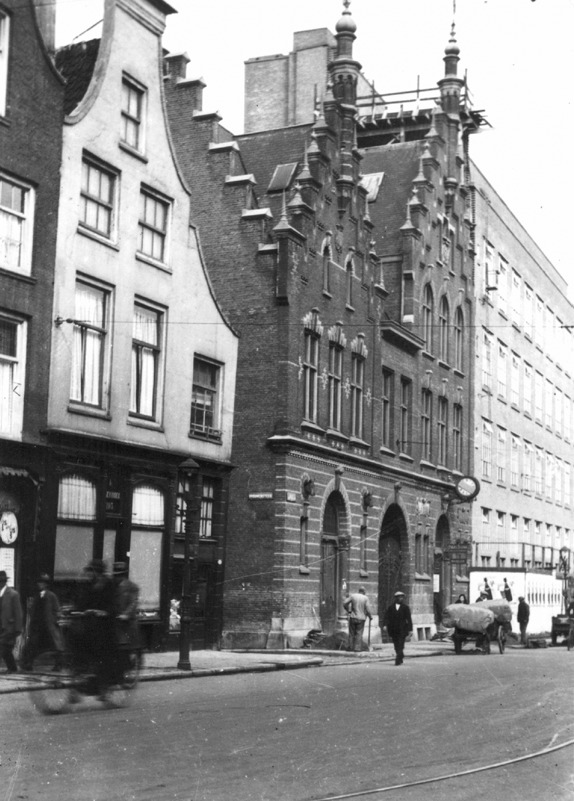
Het oude gebouw van de Gemeentelijke Telefoondienst in 1906 in 1932 - 1939 naast het moderne gebouw, kort voor de sloop.
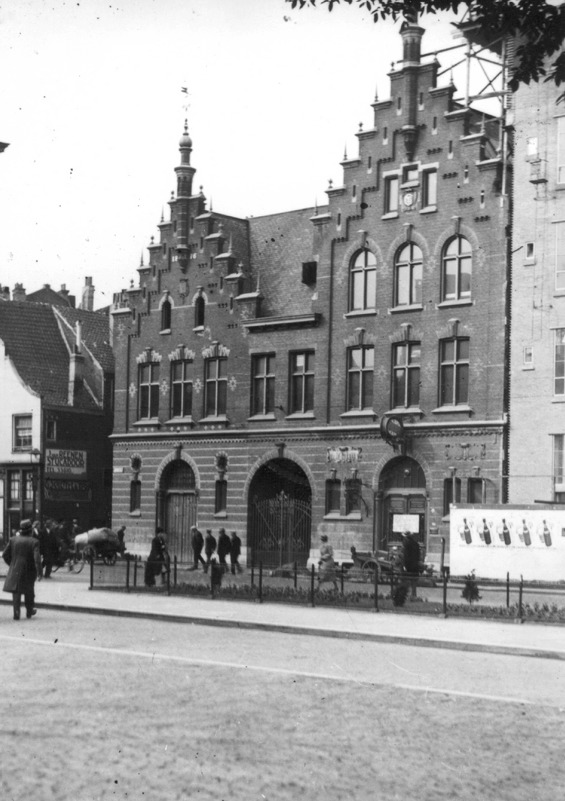
De andere kant van het gebouw in 1932 - 1939, tevens kort voor de sloop.
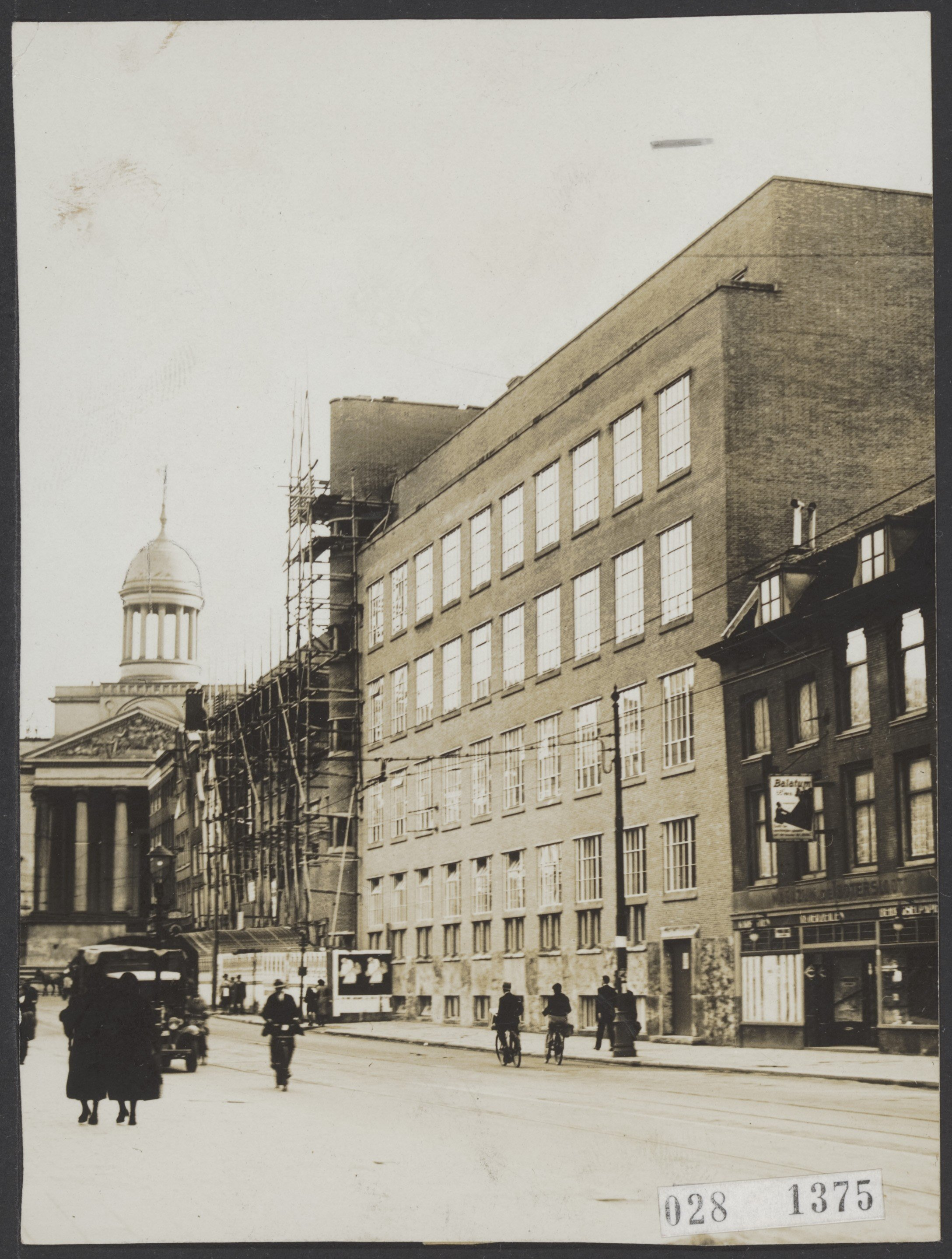
Na de sloop van het gebouw van 1906 werd een uitbreiding gebouwd naast het originele pand, ongeveer in 1930. Op de achtergrond is het oude Raadhuis van Rotterdam aan de Kaasmarkt.
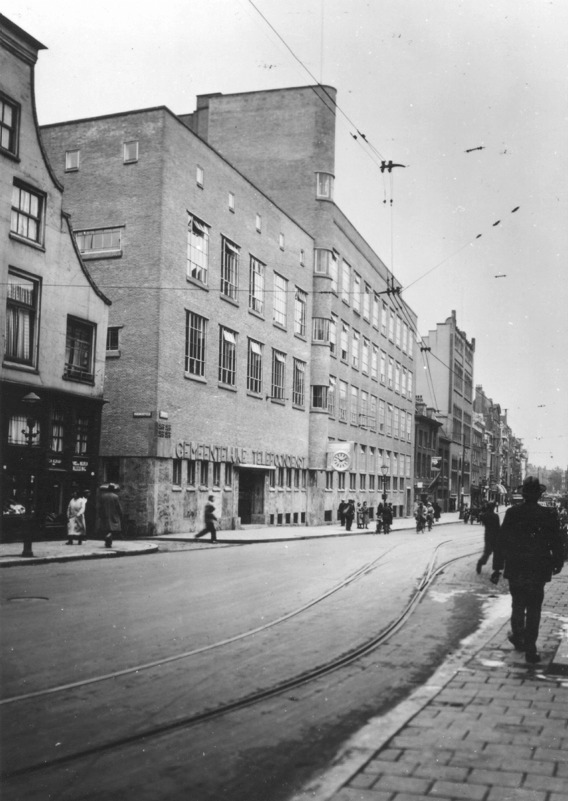
Het originele gebouw en de uitbreiding in 1933 nadat de werkzaamheden waren afgerond, inclusief het kenmerkende, uitstekende stuk in het midden.
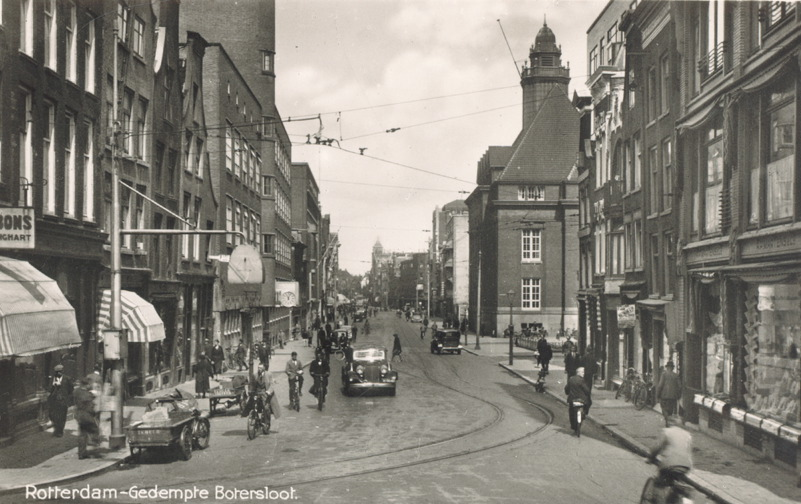
Zicht op de Gedempte Botersloot in 1939 waarin het pand te zien is, evenals het nieuwe gebouw van de Spaarbank Rotterdam en de Gemeentebibliotheek rechts.
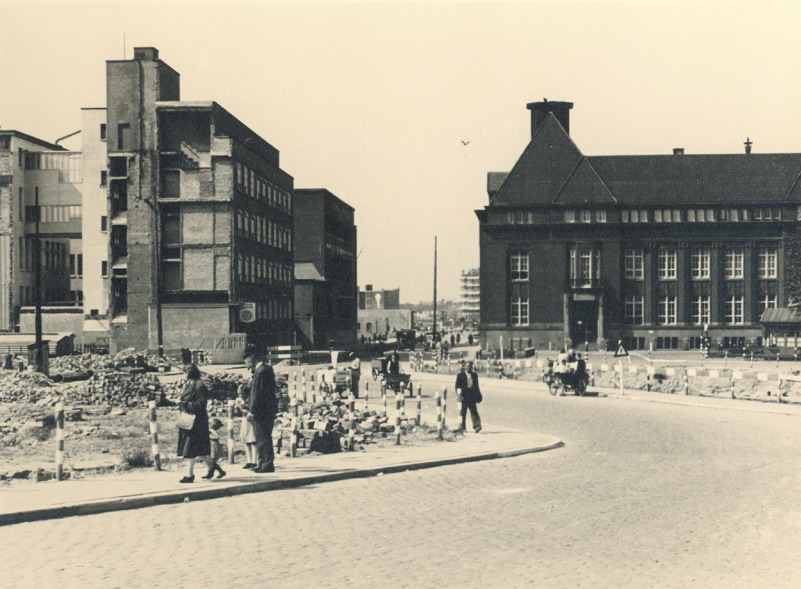
Na het bombardement op Rotterdam werd de uitbreiding verwoest; alleen het originele gebouw, evenals het Spaarbankgebouw en de Gemeentebibliotheek stonden nog gedeeltelijk of volledig overeind. De foto is van 1942.
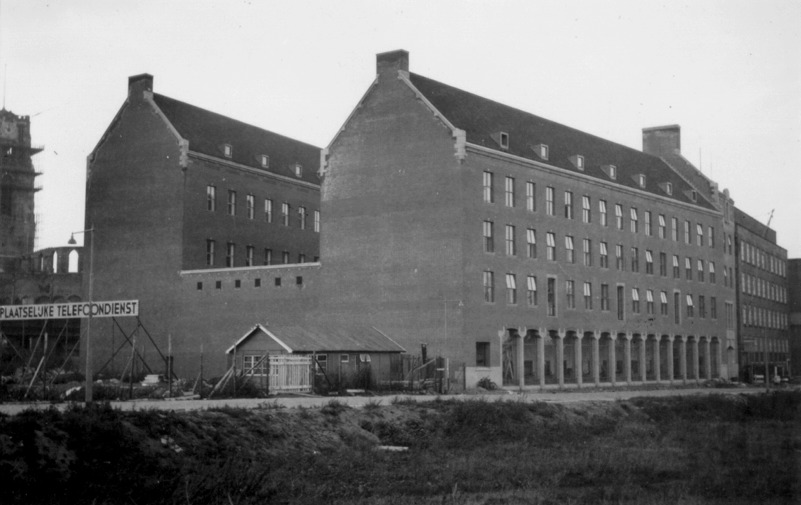
Na de oorlog werd een nieuwe uitbreiding voor de PTT gebouwd. De foto is van 1946 en laat de kant van de Botersloot zien.
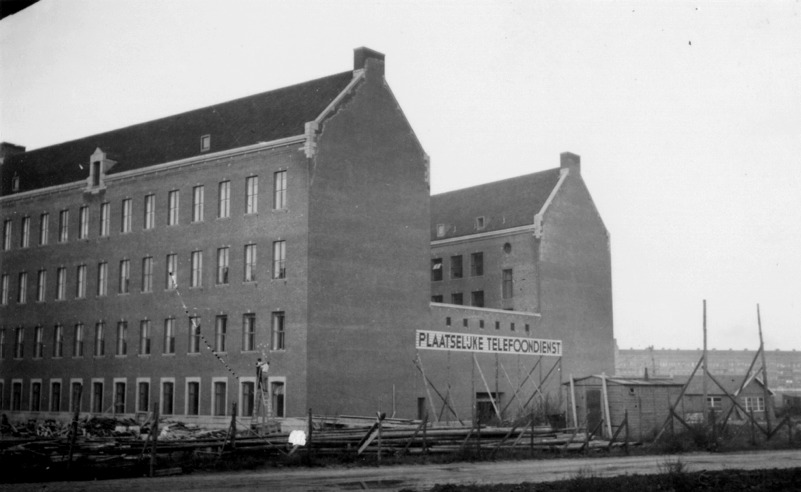
Idem, dit laat de uitbreiding zien vanaf de Binnenrotte en Hoogstraat.
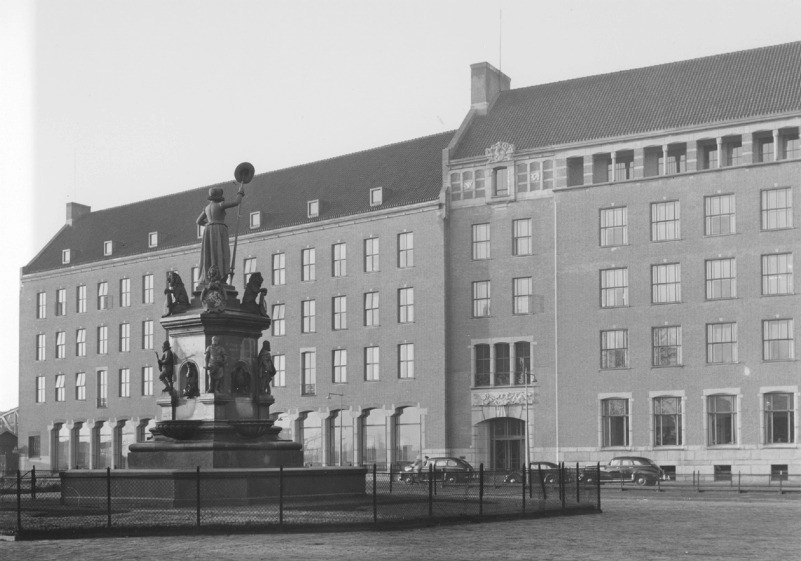
De nieuwe uitbreiding van het PTT-kantoor vanaf de Nieuwemarkt in 1951 - 1952, kijkend op De Maagd van Holland en de Botersloot.
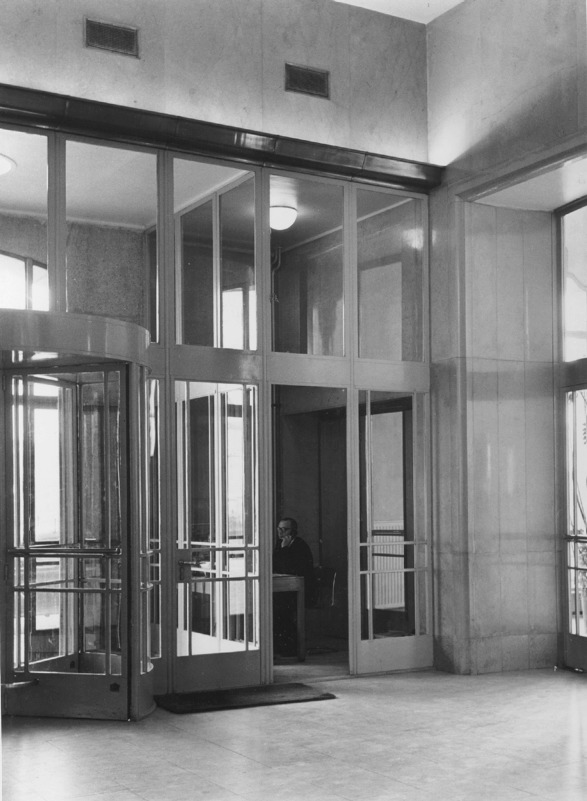
De ingang van het nieuwe kantoor in 1951 - 1952.
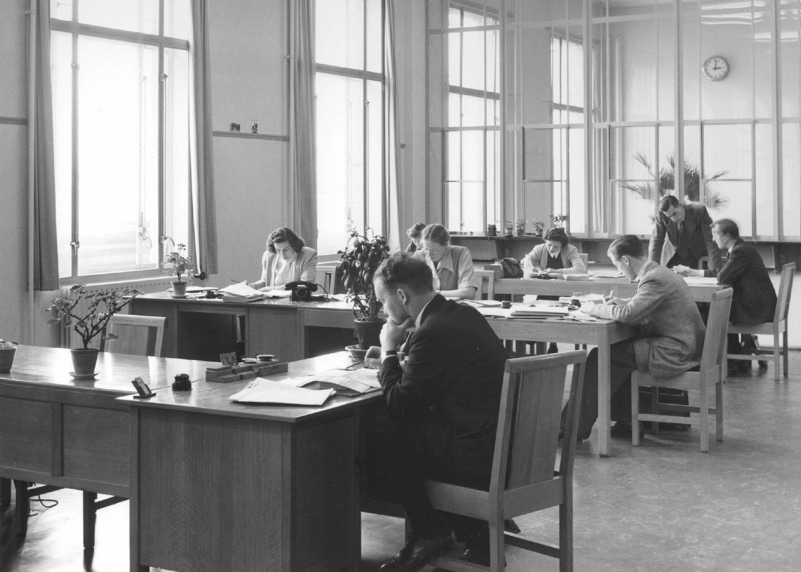
Medewerkers die aan het werk zijn in het nieuwe kantoor, tevens in 1951 - 1952.
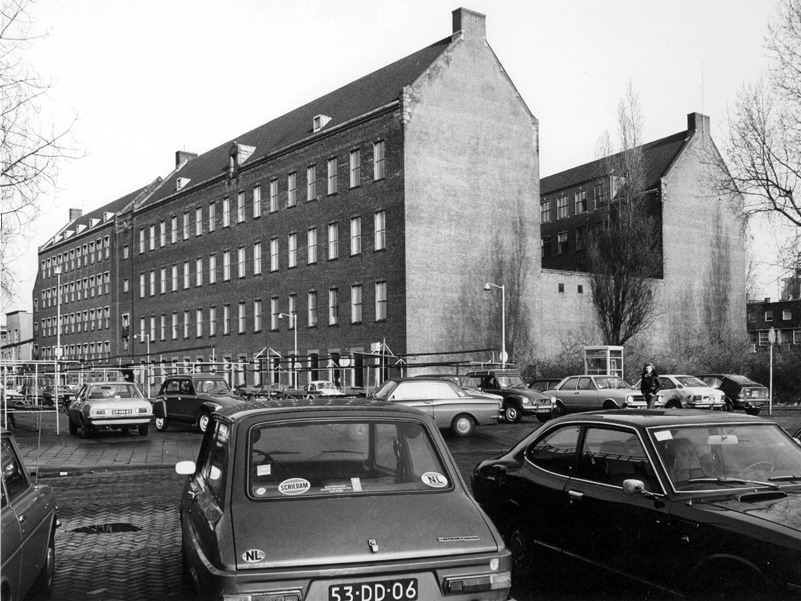
Na de wederopbouw werd het gebied rond het PTT-kantoor steeds drukker. Dit is de Binnenrotte en Hoogstraat in 1977.
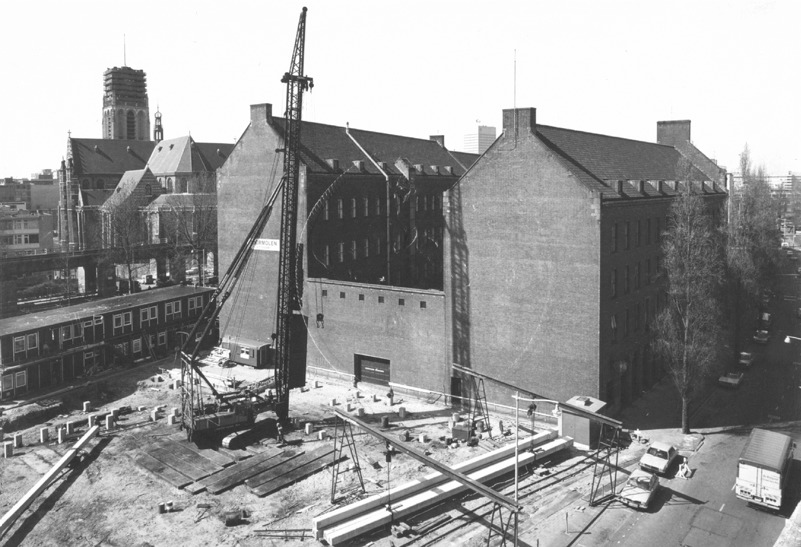
Eind jaren 70 werd besloten tot uitbreiding van het kantoor. De eerste werkzaamheden zijn in 1978 begonnen.
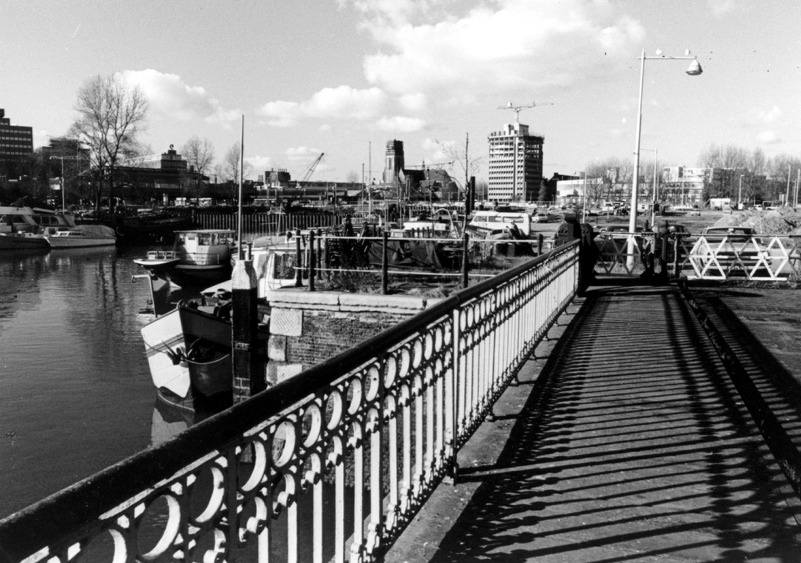
De toekomstige PTT-toren in aanbouw in 1980, gezien vanaf de Spanjaardsbrug in de Oude Haven .
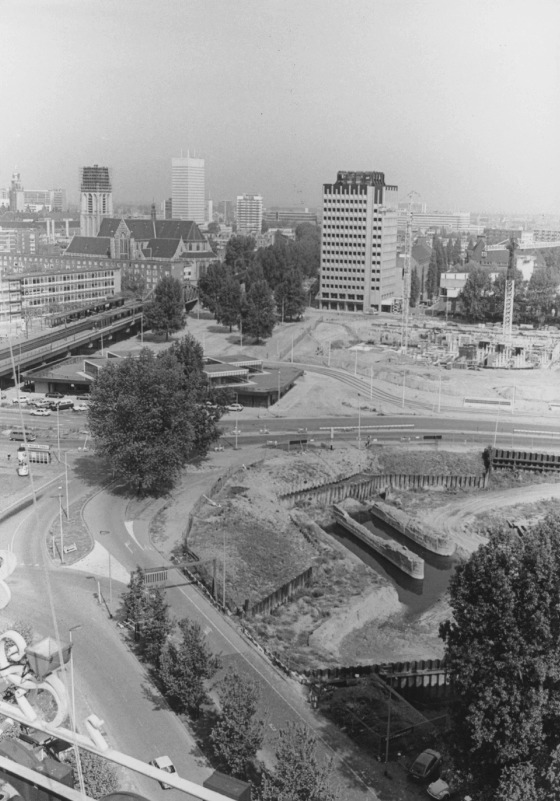
De PTT-toren in 1981 toen de bouw bijna volledig af was.
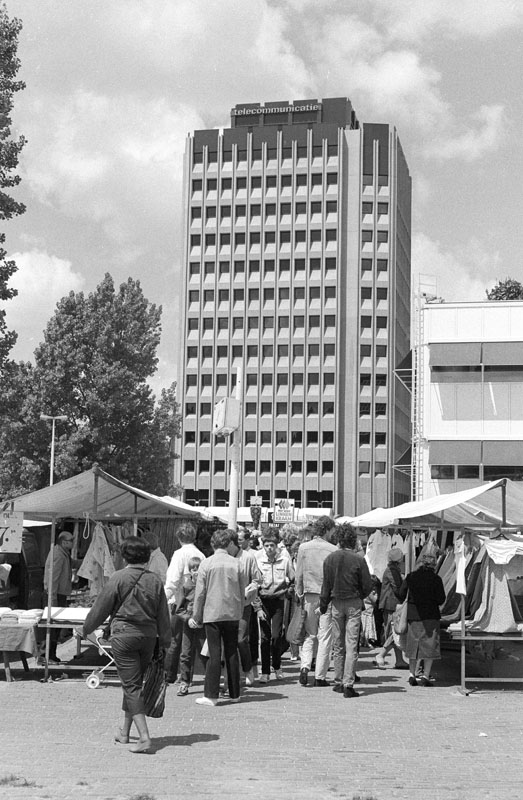
De lokale markt op de Binnenrotte in 1984 met de nieuwe toren die volledig af is.
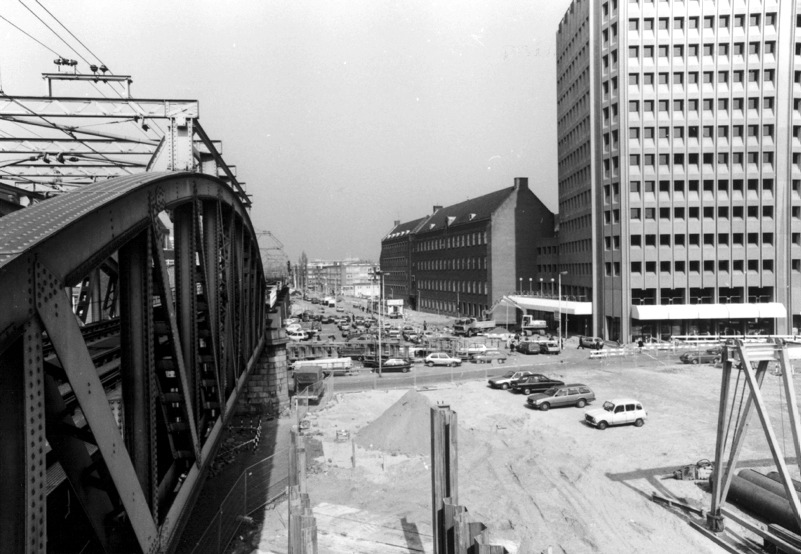
Alle drie de gebouwen zijn hier te zien vanaf het Luchtspoor aan de Binnenrotte in 1988, toen de eerste werkzaamheden voor de bouw van de Willemsspoortunnel waren begonnen.
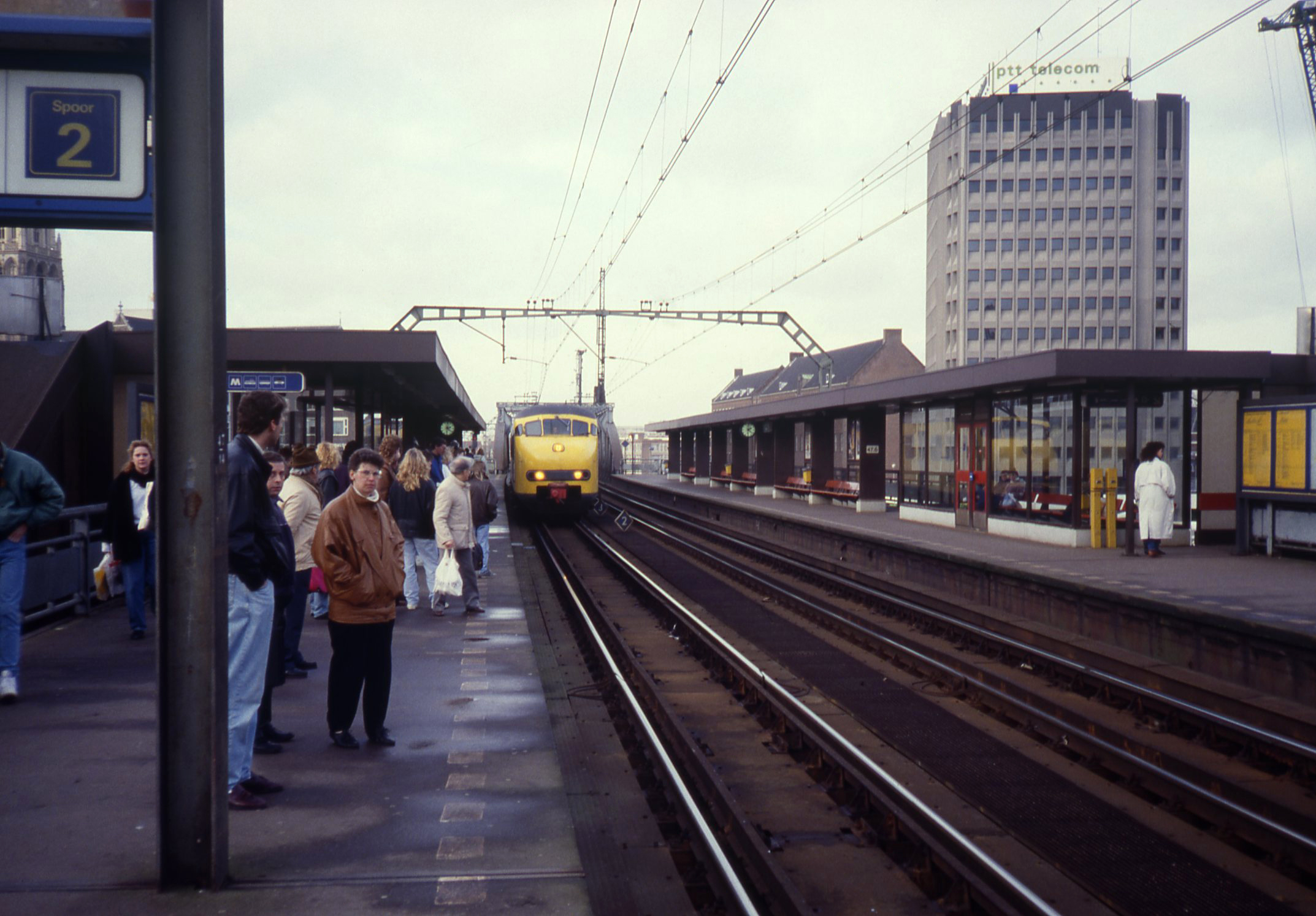
De toren was ook goed zichtbaar vanaf het voormalige Station Rotterdam Blaak in 1990.
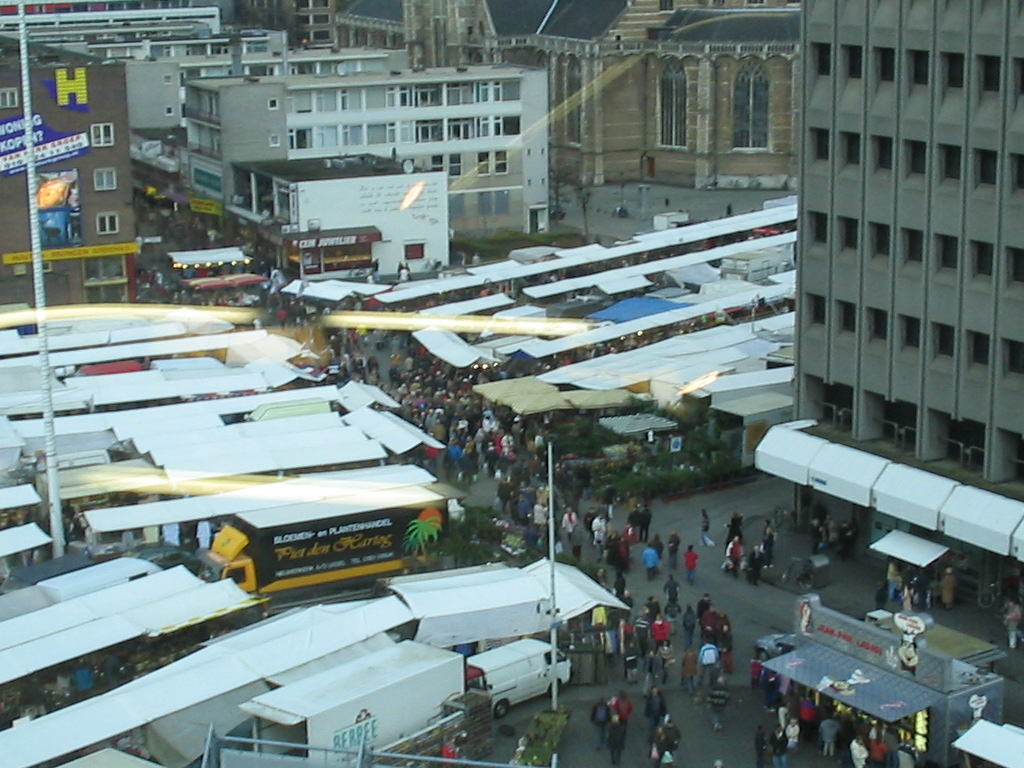
De markt op de Binnenrotte met een stuk van de KPN-toren zichtbaar in 2004. Twee jaar later zou deze toren worden afgebroken.
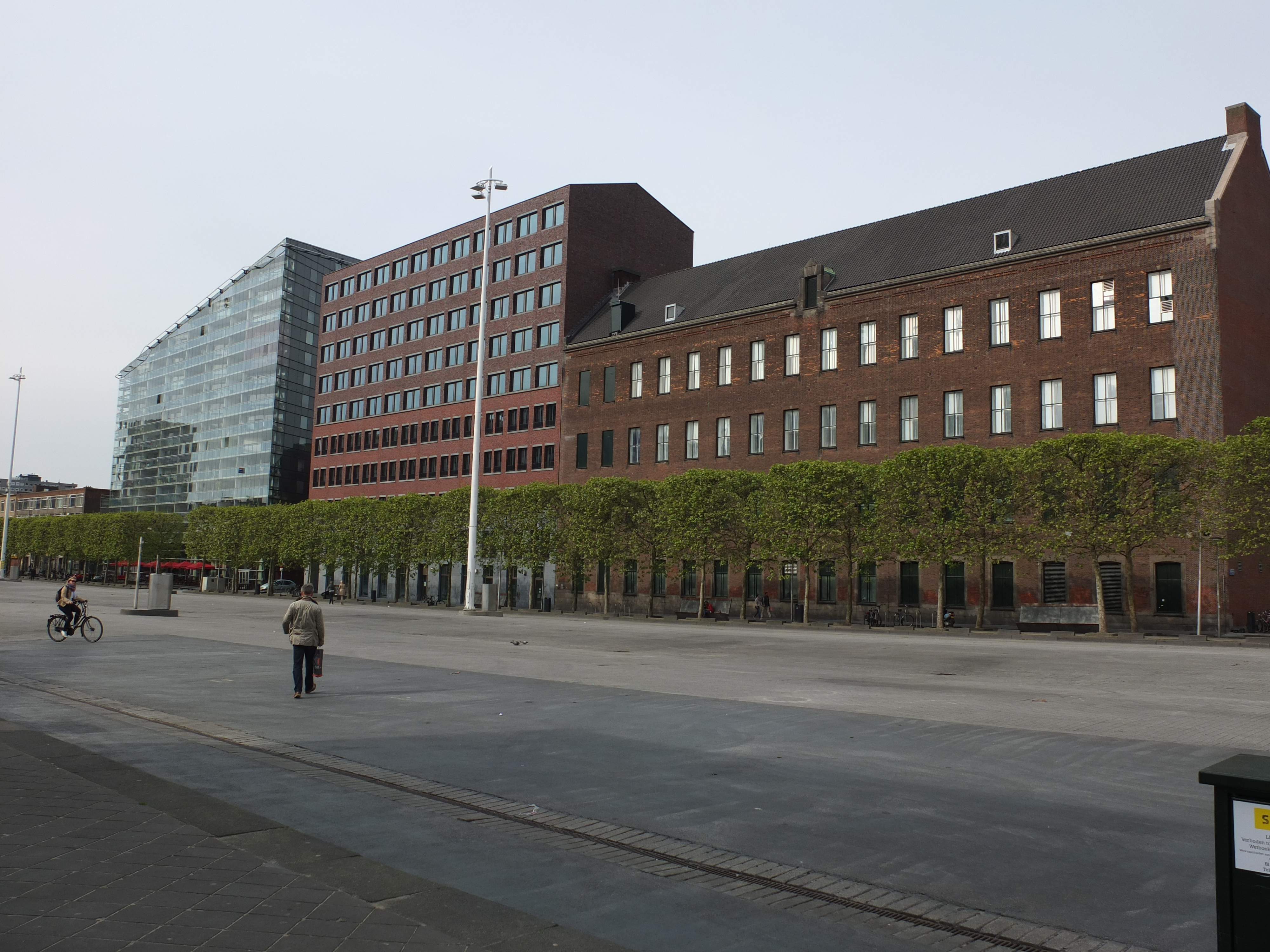
In 2000 werd het originele gedeelte van het PTT-kantoor gesloopt en vervangen voor nieuwbouw. Niet lang erna raakte ook de uitbreiding in verval omdat de PTT opging met andere groeperingen. De foto is van 2011.
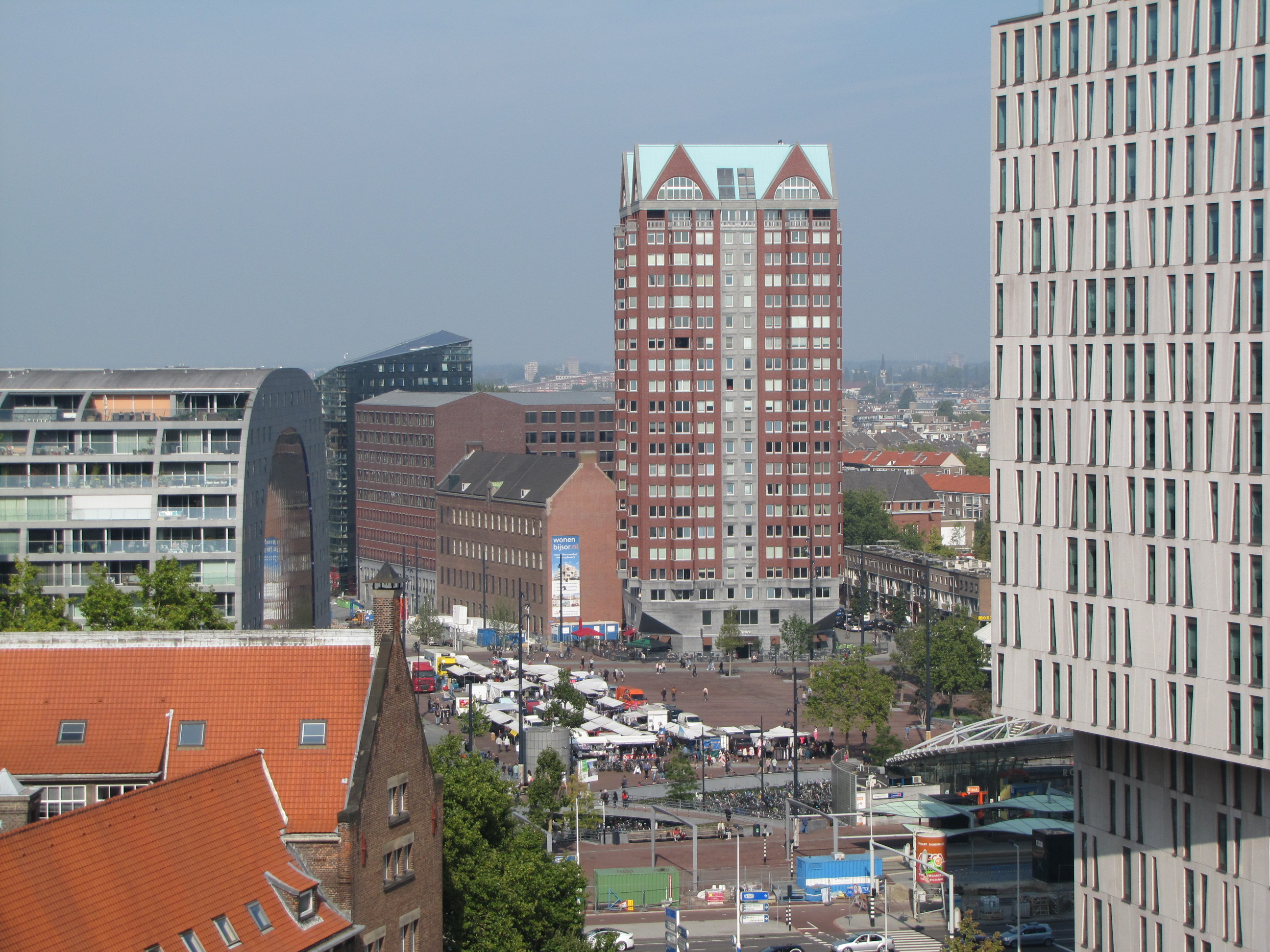
Wederom de markt aan de Binnenrotte in 2017, nu met het nieuwe gebouw De Statendam.
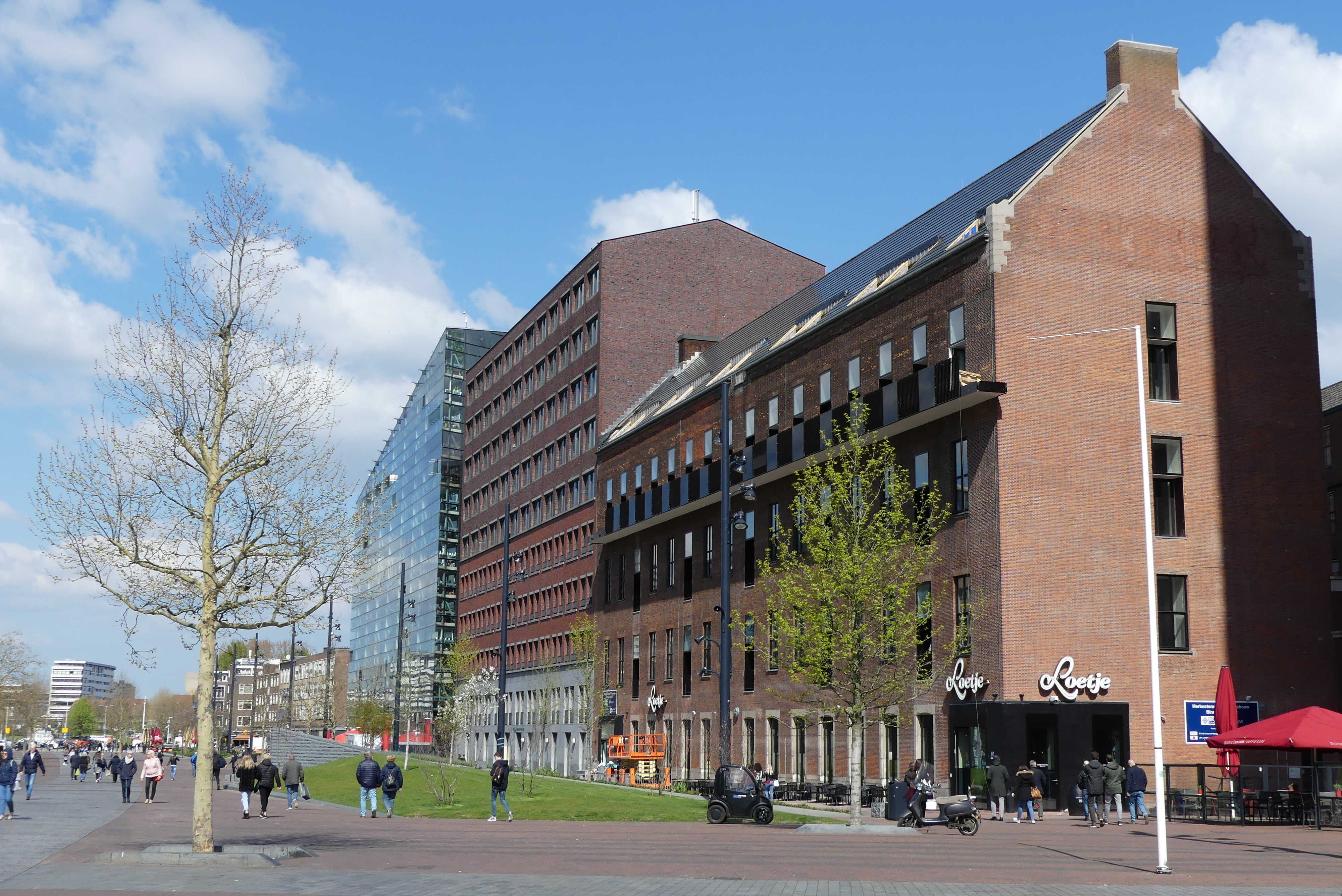
Na een verbouwing in 2017 werd de achterkant aan de Binnenrotte weer in gebruik genomen door Loetje. De foto is van 2019.